# Museo naval, aéreo y espacial del Intrepid
El Intrepid Sea-Air-Space Museum es un museo en la ciudad de Nueva York (Estados Unidos), situado en el muelle 86, en el West Side de Manhattan.  
En el museo se muestra el portaaviones USS Intrepid (CV-11), un veterano y famoso barco, tanto de batallas navales como aéreas del Sur del Pacífico durante la Segunda Guerra Mundial, y más tarde, también en la Guerra del Vietnam. Actualmente este buque ha sido convertido en un museo naval flotante de historia y tecnología. Este museo está abierto de miércoles a domingo, desde las 10 hasta las 17 horas, no permitiéndose la entrada después de las 16 horas.